# Acharnarsapur, Gangawati
Acharnarsapur là một làng thuộc tehsil Gangawati, huyện Koppal, bang Karnataka, Ấn Độ.